# I. e. 115
Évszázadok: i. e. 3. század – i. e. 2. század – i. e. 1. század
Évtizedek: i. e. 160-as évek – i. e. 150-es évek – i. e. 140-es évek – i. e. 130-as évek – i. e. 120-as évek – i. e. 110-es évek – i. e. 100-as évek – i. e. 90-es évek – i. e. 80-as évek – i. e. 70-es évek – i. e. 60-as évek
Évek: i. e. 120 – i. e. 119 – i. e. 118 – i. e. 117 –  i. e. 116 – i. e. 115 – i. e. 114 – i. e. 113 – i. e. 112 – i. e. 111 – i. e. 110

## Események

### Róma
- Marcus Aemilius Scaurust és Marcus Caecilius Metellust választják consulnak.
- Caecilius Metellus egy szardíniai felkelés leverésére küldik és később is ott marad proconsulként, egészen i. e. 111-ig.
- Aemilius Scaurus az alpesi gall carnus törzs ellen vezet hadjáratot. Ezenkívül elfogadtat egy fényűzést korlátozó törvényt, amely többek között tiltja a hizlalt pelék és külföldről behozott kagylók és madarak árusítását.
- Caius Mariust minimális többséggel praetorrá választják. Választási csalással vádolják, de felmentik.
- A census során 314 336 római polgárt számlálnak össze.

### Hellenisztikus birodalmak
- IX. Ptolemaiosz egyiptomi fáraó anyja és uralkodótársa, III. Kleopátra nyomására elválik feleségétől (és nővérétől), IV. Kleopátrától és másik nővérét, V. Kleopátrát veszi feleségül.
- IV. Kleopátra Ciprusra menekül, ahol feleségül megy IX. Antiokhosz Küzikénosz szeleukida trónkövetelőhöz (unokatestvéréhez). Kleopátra ciprusi kapcsolatait felhasználva férje mellé állítja azt a hadsereget, amelyet annak riválisa, VIII. Antiokhosz Grüphosz toborzott.
- Antialkidasz lép az Indo-görög Királyság trónjára.

### Közép-Ázsia
- A pártusok kereskedelmi szerződést kötnek Kínával, megnyitva ezzel a Selyemutat.

## Születések
- Marcus Licinius Crassus, római hadvezér és államférfi

## Halálozások
- Quintus Caecilius Metellus Macedonicus, római hadvezér és államférfi
- Publius Mucius Scaevola, római politikus

## Fordítás
- Ez a szócikk részben vagy egészben  a(z)   115 av. J.-C. című francia Wikipédia-szócikk ezen változatának fordításán alapul.  Az eredeti cikk szerkesztőit annak laptörténete sorolja fel. Ez a jelzés csupán a megfogalmazás eredetét és a szerzői jogokat jelzi, nem szolgál a cikkben szereplő információk forrásmegjelöléseként.